# Mölndalsvägen, Göteborg
Mölndalsvägen är en cirka 1 900 meter lång gata inom stadsdelen Krokslätt i Göteborg. Gatan går i en relativt rak sydsydostlig sträckning från Getebergsled i norr vid Lisebergs södra entré, där den är en fortsättning på Södra vägen, till kommungränsen mot Mölndal (vid Krokslätts Parkgata) där den byter namn till Göteborgsvägen.
Gatan går parallellt med motorvägen E6. Mellan Mölndalsvägen och E6 rinner Mölndalsån. En av gatorna som ansluter till Mölndalsvägen är Sankt Sigfridsgatan som går mot Örgryte och Skår.
Hela Mölndalsvägen trafikeras av spårvägslinjerna 2 och 4 som båda vänder i Mölndals centrum i söder. Gatan trafikeras även av flera busslinjer.
Till ombyggnad av Mölndalsvägen inom Krokslätt, Kallebäck och Skår, anslogs 33 470 300 kronor den 4 december 1969.